# The Lego Ninjago Movie
The Lego Ninjago Movie (titulada Lego Ninjago: La película en Hispanoamérica y La Lego Ninjago película en España) es una película de aventuras animada por computadora producida en Estados Unidos estrenada el 22 de septiembre del 2017, segundo spin-off de The Lego Movie después de The Lego Batman Movie. Está dirigida por Charlie Bean, Paul Fisher y Bob Logan y escrita por Bob Logan, Paul Fisher, William Wheeler, Tom Wheeler, Jared Stern y John Whittington y distribuida por Warner Bros. Pictures. Basada en la serie Ninjago: Maestros del Spinjitzu y en la línea de construcción de juguetes LEGO.

## Argumento
Un niño se aventura en una antigua tienda de reliquias orientales, donde conoce a su misterioso dueño, el Sr. Wu quien de manera disparatada lo recibe (incluyendo su mascota, la cual es un gato también disparatado que causa molestias según el mismo Sr. Wu) y así el es quien comienza a contarle al mismo pequeño la leyenda de Ninjago. Comenzando con el hecho de que Ninjago es una ciudad que con frecuencia es atacada por el malvado Lord Garmadon, que es el padre de Lloyd Garmadon y esposo de Koko. La ciudad desprecia a Lloyd por esta relación, lo que pone a Lloyd en estrés emocional. No saben que Lloyd es parte de la fuerza ninja secreta, que consiste en Nya, Zane, Jay, Cole, Kai y su maestro, "el Maestro Wu", que siempre impiden que Garmadon se apodere de la ciudad. En el cumpleaños de Lloyd, Garmadon ataca la ciudad una vez más, solo para ser derrotado. Se escapa y arroja a muchos de sus generales al volcán por no haber podido ayudarlo. Él entonces crea un gran ataque para conquistar Ninjago, y decide construir un mecanismo gigantesco que es inmune a las armas.
Mientras tanto, Lloyd y sus amigos ven el regreso del Maestro Wu, de regreso de su largo viaje. El Maestro Wu les dice que no son verdaderos ninjas si solo usan mechs y máquinas. Él discute con Lloyd que él es el elemento verde, solo para confundir a Lloyd con ese tema. El Maestro Wu le dice a Lloyd que no debe estar enojado con Garmadon; él debe usar su mente para luchar. Wu menciona un Arma Máxima, dando a Lloyd una idea para finalmente derrotar a Garmadon de una vez por todas, a pesar de que se le prohíbe usarlo. Al día siguiente Garmadon ataca la ciudad con su mech gigante. Él derrota con éxito a Lloyd y su propio robot. Cuando Garmadon declara su dominio sobre Ninjago, Lloyd regresa con el Arma Máxima. Lo dispara, revelando que es un láser que atrae a un gato de la vida real llamado Meowthra. Meowthra comienza a destruir la ciudad, mientras intenta obtener el láser. Garmadon apunta el láser para hacer que el gato destruya a los otros mechs, antes de que Lloyd lo rompa. Mientras Garmadon celebra su victoria, Lloyd revela que él es el ninja verde, y le dice a Garmadon que desea no ser su padre, dejando a Garmadon sin palabras.
Lloyd se encuentra con sus amigos y el Maestro Wu, quienes están molestos con él por usar el arma. Wu les dice que deben usar un Arma Máxima Máxima para evitar que Meowthra destruya la ciudad, a la que llegarían al cruzar el Bosque de los Peligros, el Cañón de la Muerte y el Templo de los Cimientos Frágiles. Garmadon escucha que Wu habla sobre el arma y lo sigue de cerca. Se encuentra con Wu y lo pelea, solo para terminar en una jaula, derrotado. Sin embargo, Wu pierde el equilibrio y se cae de un puente a un río, diciéndole a Lloyd que debe usar la paz interior antes de ser barrido. Los ninjas deciden continuar, con Garmadon guiándoles mucho a la decepción de Lloyd. Son atrapados por los antiguos generales de Garmadon, que quieren venganza. Los ninjas intentan pelear pero son derrotados fácilmente; se retiran dejando a Lloyd y Garmadon detrás para ser atrapados por los generales. Los generales comienzan a disparar a Lloyd y Garmadon en un volcán, sin embargo, el resto de los ninjas salvan el día usando la lucha sigilosa. Todos trabajan juntos con Garmadon para escapar de los generales enojados construyendo un helicóptero improvisado, y Lloyd y Garmadon se unen en el proceso.
Eventualmente se estrellan contra el Templo de los Cimientos frágiles. Garmadon revela que es su hogar, así como también Koko, que anteriormente era una guerrera ninja. Le revela a Lloyd que desea haberse quedado con él y su madre después de decidir conquistar Ninjago, pero no pudo cambiar, así que tuvo que quedarse atrás. Los ninjas encuentran el Arma Máxima Máxima, que consiste en un conjunto de baratijas, solo para que sea robado por Garmadon, quien aún quiere hacerse cargo de la ciudad. Él quiere que Lloyd sea su general, pero Lloyd rechaza su oferta. Fuera de la furia, Garmadon los encierra a todos en el templo cuando comienza a colapsar. Lloyd se da cuenta de que la paz interior significa que ellos desatan su poder interior, y lo logran con éxito, escapando del templo que se derrumba. Cuando caen de un acantilado, Wu los salva con su barco, y se dirigen hacia Ninjago. Garmadon llega e intenta controlar a Meowthra con las armas, pero Meowthra se come a Garmadon en su lugar. Lloyd y la tripulación llegan y comienzan a luchar contra el ejército de Garmadon. Cuando Lloyd se acerca a Meowthra, les revela a todos que él es el ninja verde (dejando a todos asombrados incluso los compañeros de escuela que lo molestaban), y se da cuenta de que lo verde es representativo de la vida, lo que une todo y hace de ello la base de la fuerza. Él consuela a Meowthra, y le dice a Garmadon que lo perdona, y que lo lamenta. Garmadon llora lágrimas de fuego, lo que hace que el Meowthra lo escupiera lo que hizo que todo terminara en éxito para el escuadrón Ninja. Después de reconciliarse, Garmadon se muda con Lloyd y Koko, Meowthra se convierte en la mascota de Ninjago, y Lloyd es aclamado como un héroe y también Koko junto con Nya crean una escuela de entrenamiento en artes marciales para los mismos generales. Cuando la historia concluye, el Sr. Wu le dice al niño que comenzará a entrenarlo como un ninja al descubrir que reaccionó inmediatamente al ver que pudo recoger una taza con sus solos reflejos. Para concluir el niño pregunta si el Gato del Sr. Wu puede asistir a su entrenamiento y el mismo responde de manera picarezca que no.
Como es costumbre en toda película en la que participa Jackie Chan esta también incluye tomas equivocadas al final del mismo filme. mismas que van intercaladas en los créditos finales tanto musicales como en los definitivos.

## Reparto
- Jackie Chan - Maestro Wu / Sr. Liu[4]
- Dave Franco - Lloyd Garmadon[5]
- Fred Armisen - Cole[5]
- Kumail Nanjiani - Jay[5]
- Michael Peña - Kai[5]
- Abbi Jacobson - Nya[5]
- Zach Woods - Zane[5]
- David Burrows - Ninja fucsia
- Alex Kauffman - Ordenador Ninja
- Justin Theroux - Lord Garmadon[6]
- Ali Wong - General Olivia
- Garret Elkins - Retirement General
- Todd Hansen - General Omar
- Doug Nicholas - General Jolly
- Charlyne Yi - Terri IT Nerd
- Vanara Taing - Asimov IT Nerd
- Olivia Munn - Koko[6]
- Laura Kightlinger - Ms. Laudita
- Randall Park - Chen the Cheerleader
- Retta - Maggie the Cheerleader
- Chris Hardwick - Radio DJ
- Bobby Lee - Pilares Studio Owner
- Robin Roberts - Robin Roberts
- Michael Strahan - Michael Strahan
- Constance Wu - Mayor
- Kaan Guldur - Kid
- Pearl - Meowthra
- Ruby - Meowthra
- Viola Baldwin - Viola Baier
- Mark Gillins - Mark J. Gillins

### Doblaje en España
- Jordi Sánchez - Maestro Wu / Sr. Liu
- Patrick Criado - Lloyd Garmadon
- Boré Buika - Cole
- Artur Palomo - Jay
- Raúl Lara - Kai
- Belén Cuesta - Nya
- Frank Gálvez - Zane
- Diego del Arco - Ninja fucsia
- Carlos Santos - Lord Garmadon
- Sara Iglesias - General Olivia
- Yolanda Quesada - Koko

### Doblaje en México
- Carlos Segundo - Sensei Wu / Sr. Liu.
- Rafael “Rafa Polinesio” Velázquez - Lloyd Garmadon
- Humberto Solórzano - Lord Garmadon
- Jaime Alberto Carrillo - Jay
- Enzo Fortuny Romero - Cole
- Roberto Mendiola - Zane
- Alondra Hidalgo - Nya
- Rosalba Sotelo - Koko
- Carlos Hernández - Kai

La versión japonesa presenta un tema musical exclusivo, interpretado por la banda Johnny's West, "Mou 1% (Another 1%)".